# Багдонас, Аницетас Игнович
Аницетас Игнович Багдонас (лит. Anicetas Bagdonas; 1927—2012) — советский хозяйственный, государственный и политический деятель; заслуженный инженер Литвы.

## Биография
Родился в 1927 году в деревне Кальнялис (ныне Ионишкский район Литвы). В 1952 году окончил Каунасский политехнический институт. Член КПСС с 1956 года.
С 1950 года — на хозяйственной, общественной и политической работе. В 1950—1987 годах — педагогический работник (в 1952—1954 годах преподавал в Каунасском политехникуме, позднее в Каунасском политехническом институте), заместитель председателя, председатель Клайпедского горисполкома, заведующий отделом, заместитель председателя Комитета народного контроля Литовской ССР, министр сельского строительства Литовской ССР.
При Багдонасе Клайпеда достигла рубежа в 100 тысяч жителей.
Избирался депутатом Верховного Совета Литовской ССР 8-го, 9-го, 10-го и 11-го созывов.
Награждён четырьмя орденами и двумя медалями.
Умер в 2012 году.